# Schlacht bei Raszyn
Sacile – Teugn-Hausen – Weichselfeldzug – Raszyn – Abensberg – Landshut – Eggmühl – Regensburg – Neumarkt – Ebelsberg – Piave – Aspern – Sankt Michael – Stralsund – Bergisel – Raab/Győr – Graz – Wagram – Korneuburg – Stockerau – Gefrees – Hollabrunn (Schöngrabern) – Znaim – Walcheren–Schlacht an der Baskischen Reede

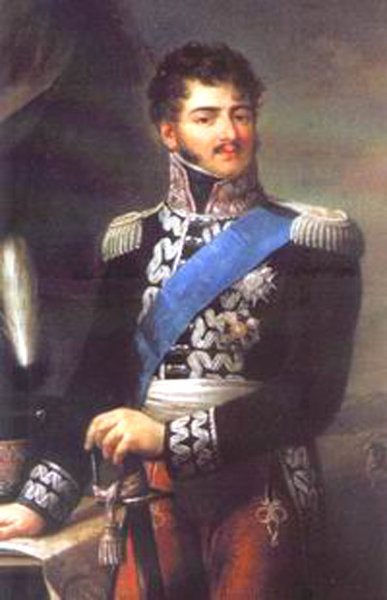
Fürst Józef Antoni Poniatowski

Die Schlacht bei Raszyn fand am 19. April 1809 zwischen einer österreichischen Armee und dem Heer des Herzogtums Warschau während des Fünften Koalitionskrieges statt. Sie war das einzige Zusammentreffen der gegnerischen Hauptkräfte im österreichischen Feldzug gegen das Herzogtum. Die Schlacht war keine Entscheidungsschlacht, aber die Österreicher erreichten ihr Ziel, die Eroberung der polnischen Hauptstadt Warschau.

## Vorgeschichte
Im März 1809 wurde das 7. Korps der österreichischen Armee bei Krakau unter dem Kommando von Erzherzog Ferdinand Karl aufgestellt. Es umfasste über 31.000 Mann mit 7.300 Pferden und 94 Geschützen. Seine Aufgabe war die Besetzung des Herzogtums Warschau. Es sollte je nach Entwicklung der Lage auf dem Hauptkriegsschauplatz und dem Verhalten Russlands und Preußens als politisches Faustpfand dienen.
In der Meinung, die polnische Armee befände sich bei Sochaczew, verlegte Ferdinand Anfang April sein Korps nach Odrzywol, 12 Kilometer südlich des Grenzflusses Pilica. Am Nachmittag des 14. April übergab ein österreichischer Offizier auf der steinernen Brücke über die Pilica in Nowe Miasto polnischen Ulanen die Kriegserklärung. Um 7 Uhr morgens am 15. April 1809 marschierte Ferdinand ohne auf Widerstand zu stoßen dort in das Herzogtum ein.
Das Herzogtum war auf einen Einfall nicht vorbereitet. Die Masse seiner Armee befand sich auf Befehl Napoleons im Einsatz gegen den antifranzösischen Volksaufstand in Spanien. Im Herzogtum selbst und in Danzig standen höchstens 12.000 Mann, fast ausnahmslos ohne Kampferfahrung. Oberkommandierender war Fürst Poniatowski. Er hatte seit Ende März alle verfügbaren Truppen in Warschau versammelt.
Während Ferdinand leichte polnische Reiterverbände vor sich herschob, verbreitete er tausendfach eine Proklamation, in der das Herzogtum zum Abfall von Napoleon aufgefordert wurde. Sie blieb ohne Erfolg – im Unterschied zu einem Aufruf Poniatowski zu einem Volksaufgebot. Am 16. April bezog Poniatowski eine Stellung bei Raszyn, zwei Stunden Fußmarsch südlich von Warschau, um den Angriff der Österreicher zu erwarten. Ein sächsisches Korps von 2200 Mann mit 14 Geschützen wollte ihn nicht im Stich lassen. Es war nicht in die Heimat abmarschiert, wie von König Friedrich August befohlen.

## Poniatowskis Stellung
Poniatowski verfügte über 12.500 bis knapp 14.000 Mann und etwa 30 Geschütze. Das Zentrum seiner Stellung, zunächst besetzt mit fünf polnischen und den drei sächsischen Bataillonen war das Dorf Raszyn, durch das von Süd nach Nord die Poststraße nach Warschau verlief. Hart südlich davon lag eine Brücke, die den Bach Utrata überquerte. Seine Ufer waren teilweise weitflächig infolge der Frühjahrsschmelze sumpfartig überschwemmt. Die Dörfer Michalowice westlich und Jaworow östlich Raszyns, ebenfalls mit Brücken über die Utrata, besetzte Poniatowski mit jeweils zwei Bataillonen und vier bis sechs Geschützen. Hinter Raszyn positionierte er ein Regiment Jäger zu Pferde, auf dem für Pferde gangbaren Gelände vor Michałowice drei Kavallerieregimenter und eines im Vorfeld von Falenty. Dieses südlich von Raszyn gelegene Dorf, am Südrand geschützt durch ein Erlenwäldchen, lag erhöht östlich der Straße und war von Raszyn auf einem Damm über die Utrata zu erreichen, sonst aber ganz von feuchtem Gelände mit aufgeweichten Wegen umgeben.
Als Poniatowski klar wurde, dass die Schlacht bevorsteht, ließ er am Morgen des 19. April Falenty evakuieren und durch drei seiner fünf polnischen Bataillone mit sechs Geschützen besetzen und zur Verteidigung ausbauen. Hier sollte der Anmarsch der Österreicher zuerst aufgehalten werden.

## Verlauf

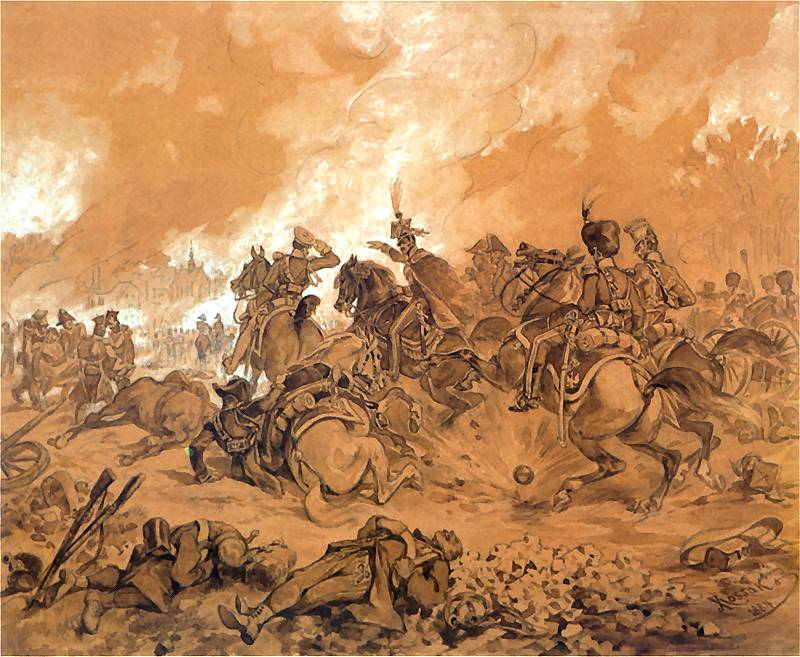
Schlacht bei Raszyn (Aquarell von Juliusz Kossak, 1884)

Ferdinand war nur langsam vorangekommen, zumal er in den ersten Tagen in Richtung Sochaczew marschiert war. Am 17. drehte er bei Biala nach Osten auf Tarczyn. Am Abend des 18. zog sich Poniatowskis Beobachtungstruppe von dort nach Norden auf Raszyn zurück. Ferdinand folgte ihr am 19. April entlang der Poststraße nach Warschau mit seinem Gros, je vier Infanterie- und Kavallerieregimenter mit 16 Geschützen.
Gegen 13 Uhr erblickte der Chef der östlich der Straße vorgehenden Vorhut, Generalleutnant Johann Friedrich von Mohr, etwa zwei Kilometer südöstlich von Falenty neben einem einsam gelegenen Gasthof in einer Niederung ein aufgesessenes ruhig verharrendes polnisches Ulanenregiment. Der von ihm benachrichtigte Ferdinand schwenkte von der Straße nach Osten ab und befahl seiner Reiterei, sich im Schritt zum Angriff zu entfalten. Daraufhin trabte das polnische Regiment im Angesicht der Übermacht in Richtung Falenty ab und verschwand im Erlenwald. Ferdinand gruppierte seine Truppen um und um 15 Uhr schickte er das Infanterieregiment Mohrs gegen den Wald von Falenty vor, während seine vier Infanterieregimenter mit vier Husareneskadronen nach Nordosten gegen Jaworow mit dem Ziel Warschau weitermarschierten. Die Schlacht um Raszyn war eröffnet.
Während der Kampf um Falenty begann, war ein von Ferdinand links als Flankensicherung zurückgelassenes Detachement von etwa je 500–600 Reitern und Infanteristen mit sechs Geschützen unter Feldmarschallleutnant Karl August Freiherr von Schauroth nach Westen über die Poststraße gegangen, wo es mit der zahlenmäßig überlegenen polnischen Reiterei unter Rosniecki zusammenstieß. Es gelang Schauroth, Rosniecki über seine Stärke zu täuschen, so dass dieser sich bis Michailowice zurückzog. Damit hatte er die Gefahr, dass Ferdinand vor Falenty in der linken Flanke und von hinten gefasst werden konnte, gebannt.
Nach etwa einstündigem Kampf waren die Verteidiger des Wäldchens und dann die des Ortes Falenty im Begriff sich zur Flucht zu wenden, als Poniatowski inmitten eines Schwarms von Stabsoffizieren an der Spitze eines Reiterhaufens über den Damm von Raszyn nach Falenty galoppierte. Damit brachte er seine Soldaten nicht nur zur Umkehr, sondern flößte ihnen soviel Elan ein, dass sie die Österreicher wieder aus dem Ort warfen. Dann trat eine Gefechtspause ein.
Inzwischen war Schauroths Infanterie, unterstützt von den aus der Mitte hinzugezogenen Reiterregimentern, soweit nach Osten auseinandergezogen, dass zwei Kompanien gegen Falenty, also in den Rücken der polnischen Stellung, stoßen konnten. Die österreichische Artillerie konzentrierte ihr Feuer auf den Ort, am späten Nachmittag begann ein neuer Angriff, diesmal auch von Westen, und nach harten Kämpfen wich die Besatzung Falentys über den Damm auf Raszyn zurück. Bei ihrer Verfolgung erlitten die Österreicher durch die sächsische Artillerie, die den Damm von Raszyn aus beschoss, schwere Verluste, konnten sich aber am südlichen Ortsrand festsetzen. Die Eroberung des Ortes Raszyn selbst scheiterte mehrmals am verbissenen Widerstand der polnischen und sächsischen Bataillone.
In den Stunden seit dem ersten Angriff auf Falenty war das österreichische Gros vor Jaworow eingetroffen und bemühte sich in zunehmender Dunkelheit verzweifelt, den versumpften Wasserlauf, dessen Brücke abgebaut war, zu überwinden.
Ein Bataillon war gegen Raszyn abgezweigt worden, wo nach hereingebrochener Nacht der Kampf verebbte. Gegen 21 Uhr zogen sich die kämpfenden Parteien aus dem in Flammen stehenden Ort zurück, zuletzt die Sachsen. In der nächsten Stunde hielt Poniatowski auf freiem Feld einen Kriegsrat ab, an dem der inzwischen eingetroffene General Jan Henryk Dąbrowski teilnahm. Die Armee hatte etwa 400 bis 500 Tote und über 800 Verwundete zu beklagen. Der sächsische Befehlshaber Dyherrn erklärte, sich seinem Befehl zur Rückkehr nicht länger widersetzen zu können und kündigte seinen Abzug an. Damit verfügte Poniatowski nur noch über ungefähr 10.000 Mann. Nach der Räumung Raszyns war die von Schauroth bedrohte Utrata-Linie nicht mehr zu halten und an seinem linken Flügel stand vor Jaworow Ferdinands doppelt so starkes unverbrauchtes Gros, dessen Übergang über die Utrata mit der Sonne im Rücken in wenigen Stunden bevorstand. Poniatowski drohte die Gefahr, von Warschau abgeschnitten zu werden. Man beschloss, sich auf Warschau zurückzuziehen. Zwischen ein und zwei Uhr in der Nacht traf Poniatowskis Armee in Warschau ein.

## Waffenstillstand und Übergabe Warschaus
Noch in der Nacht schrieb Ferdinand an Poniatowski einen Brief, in dem er ihn zu Verhandlungen wegen einer Übergabe Warschaus aufforderte und ihm zu diesem Zweck einen Waffenstillstand anbot. Seine Aufgabe war die Besetzung Warschaus und nicht dessen Zerstörung. Die Verluste, etwa ebenso groß wie die Poniatowskis, hatten hauptsächlich nur ein Regiment seiner Armee getroffen und waren damit verhältnismäßig gering. Rund 2/3 seiner Truppen waren in der Schlacht nicht zum Einsatz gekommen, also noch vollkommen unversehrt. Poniatowski hatte jeden zehnten Mann verloren, er nur jeden zwanzigsten. Das Kräfteverhältnis hatte sich damit zu seinen Gunsten verschoben. Er konnte aus einer starken Position verhandeln und mit einer Schonung der Stadt und einer zeitweiligen Neutralisierung der Armee Poniatowskis eher seinem politischen Auftrag entsprechen als mit dem Beginn eines Vernichtungsfeldzugs.
Poniatowski nahm an und am Nachmittag des 20. April trafen sich die Feldherren am Jerusalemer Schlagbaum vor Warschau. Bei einem zweiten Treffen am 21. wurde das Abkommen geschlossen. Es enthielt die Verpflichtung Poniatowskis, die Übergabe Warschaus an Ferdinand anzuordnen und kampflos über die Weichsel zu gehen. Im Gegenzug räumte Ferdinand ihm dazu zwei Tage Zeit ein und verpflichtete sich, Poniatowski nicht über die Weichsel zu verfolgen.
Zwei volle Tage lang ließ Poniatowski aus Warschau alle Waffen, Munition und andere Kriegsvorräte, sämtliche Kassen, Archive und das Regierungspersonal mit tausenden Pferden und Wagen über die Weichselbrücke nach Praga schaffen, begleitet von Schmähungen und Verwünschungen der von ihm entwaffneten Warschauer. Sie meinten, er hätte sich an Ferdinand verkauft. Poniatowski zog sich über den Bug in die Festungen Modlin und Serock zurück. Nachdem Ferdinand am 22. April in einem Schreiben dem preußischen König Friedrich Wilhelm Warschau und das Herzogtum als Preis für ein Bündnis mit Österreich angeboten hatte, rückte er am 23. April in die feindlich schweigende Stadt ein.

## Folgen
Ferdinand hatte die Hauptstadt erobert, aber nicht das Herzogtum. Schon wenige Tage nach seinem Einzug in Warschau wurde die einzige rechts der Weichsel operierende österreichische Truppe bei Grochow geschlagen, als sie Praga erobern wollte, und musste sich auf das linke Ufer zurückziehen. Als Poniatowski in den folgenden Wochen rechts der Weichsel in das österreichische Westgalizien eindrang, stieg seine Popularität als Befreier in Polen ungeheuer an. Später besetzten russische und polnische Truppen Galizien, während dessen Ferdinands Eroberung des Herzogtums scheiterte. Als sein Feldzug Mitte Juli infolge des Znaimer Waffenstillstand endete, hatte Ferdinand erst Warschau, dann Krakau aufgeben müssen und befand sich auf dem Rückzug nach Mähren. Am 14. Oktober gab sich Österreich nach dreimonatigen Verhandlungen im Frieden von Schönbrunn geschlagen.